# Stekta gröna tomater på Whistle Stop Café
Stekta gröna tomater på Whistle Stop Café (engelska: Fried Green Tomatoes) är en amerikansk dramakomedifilm från 1991 i regi av Jon Avnet. Filmen är baserad på Fannie Flaggs roman med samma namn från 1987. I huvudrollerna ses Kathy Bates, Jessica Tandy, Mary Stuart Masterson och Mary-Louise Parker. Filmen blev ett stort genombrott för Bates. Den hade världspremiär i USA den 27 december 1991. Den svenska premiären skedde den 14 augusti 1992.

## Handling
Evelyn Couch (Kathy Bates) och hennes make ska besöka makens faster på ett konvalescenthem i samhället Anderson i Alabama. Fastern vill inte ha Evelyn där, så Evelyn sätter sig i ett allrum, där hon träffar en gammal kvinna, kallad Ninny Threadgoode (Jessica Tandy), som börjar berätta om sin hemstad, Whistle Stop. Berättelsen kommer att påverka Evelyn mycket, hon lever ett traditionellt amerikansk liv som hemmafru med en make som tycker om att äta framför teven. Hennes möte med Ninny gör att hon vill bryta sig loss från de stela könsrollerna och sitt traditionella liv. De två historierna berättas parallellt i filmen. 
Berättelsen tar sin början år 1918 eller 1919, och man får träffa karaktärerna Idgie (Mary Stuart Masterson), som är i tioårsåldern, samt hennes bror Buddy (Chris O'Donnell) och hans flickvän Ruth (Mary-Louise Parker) (Buddy och Ruth är i 15–17-årsåldern). På Idgies och Buddys systers bröllop blir Buddy överkörd av ett tåg och dör. Idgie sörjer mest av alla. 7–8 år går och Idgies mamma bjuder hem Ruth över sommaren för att få ordning på Idgie. Idgie ogillar först idén starkt, men sedan blir de båda vänner. Vid ett tillfälle åker de och har picknick, och Idgie hämtar honung ur en bikupa utan att bli stucken, varpå Ruth börjar kalla henne för "Bitjusaren".
Efter sommaren gifter sig Ruth med en man vid namn Frank Bennett (Nick Searcy), och Idgie tror att hon aldrig ska återse Ruth. Efter ett par år saknar hon dock henne så mycket att hon åker hem till Ruth och Frank. Där avslöjas det av Frank misshandlar Ruth. Idgie blir rasande och vill "tala allvar" med honom, men Ruth förmår henne att åka hem igen.
Ett kort tag efter det dör Ruths mamma varpå hon skriver ett brev till Idgie om att hon vill flytta ifrån Frank. Idgie åker omedelbart för att hämta henne, och Ruth berättar att anledningen till att hon vill lämna Frank är att hon är med barn. Just när de ska åka kommer Frank hem och misshandlar Ruth igen, men Idgie, hennes bror Julian (Reid Binion) och hennes vän Big George (Stan Shaw) lyckas få ut henne.
Ruth föder barnet, en pojke som får heta Buddy Jr. Efter några månader kommer Frank Bennett, som nu är medlem i Ku Klux Klan, för att hämta barnet. Någon dödar honom dock med ett slag i huvudet med en stekpanna.
Flera år går. En detektiv är skickad till Whistle Stop för att utreda det potentiella mordet på Frank, men han lyckas inte få fram något förrän de hittar Franks bil i en sjö.
Idgie och Big George blir arresterade och åtalas, anklagade för mord. De blir dock friade båda två, mycket tack vare baptistpastorn i Whistle Stop, som avlägger ett falskt vittnesmål i utbyte mot att Idgie skulle börja gå i kyrkan igen.
Några år senare får Ruth cancer och dör, och Idgie uppfostrar Buddy. Man får även reda på att det var en kvinna vid namn Sipsey (Cicely Tyson) som dödade Frank.
Filmen slutar med att Evelyn besöker kyrkogården där Ruth är begravd. Ninny har precis varit vid graven, och bredvid gravstenen står en burk med färsk honung och en lapp där det står "Jag kommer alltid älska dig. Bitjusaren". 

## Rollista i urval
- Kathy Bates - Evelyn Couch
- Mary Stuart Masterson - Imogene "Idgie" Threadgoode
- Mary-Louise Parker - Ruth Jamison
- Jessica Tandy - Ninny Threadgoode
- Cicely Tyson - Sipsey
- Chris O'Donnell - Buddy Threadgoode
- Stan Shaw - Big George
- Gailard Sartain - Ed Couch
- Timothy Scott - Smokey Lonesome
- Gary Basaraba - Grady Kilgore
- Lois Smith - Mama Threadgoode
- Danny Nelson - Papa Threadgoode
- Jo Harvey Allen - kvinnorättslärare
- Macon McCalman - åklagare
- Richard Riehle - pastor Scroggins
- Raynor Scheine - Curtis Smoot
- Grace Zabriskie - Eva Bates
- Reid Binion - unge Julian
- Nick Searcy - Frank Bennett
- Constance Shulman - Missy

## Om filmen
Filmen är inspelad i Orlando, Florida samt Decatur, Juliette, Fayetteville, Senoia och Zebulon, samtliga i Georgia.

## Musik i filmen
- "My Blue Heaven", skriven av Walter Donaldson och George Whiting, framförd av Gene Austin and His Orchestra
- "What Becomes of the Brokenhearted", skriven av James Dean, Paul Riser och William Weatherspoon, framförd av Paul Young
- "Railroad Blues", framförd av Trixi Smith
- "Cherish", skriven av Terry Kirkman, framförd av Jodeci
- "Cannon Ball", framförd av Nora Lee King
- "Cool Down Yonder", skriven av Ira Tucker, framförd av Marion Williams
- "Barbeque Bess", skriven av Bessie Jackson, framförd av Patti La Belle
- "Rooster Blues", skriven av Jerry West, framförd av Peter Wolf
- "Danger Heartbreak Dead Ahead", skriven av Clarenc Paul, My Jo Hunter och William Stevenson, framförd av Taylor Dayne
- "If I Can Help Somebody", skriven av Alma Androzzo, framförd av Aaron Hall
- "A Charge to Keep I Have", framförd av Marion Williams
- "I'll Remember You", skriven av Bob Dylan, framförd av Grayson Hugh